# Stephan Falser
Stephan Falser (* 30. August 1855 in Innsbruck, Tirol; † 19. März 1944 ebenda) war ein österreichischer Jurist und Politiker (CSP).

## Leben
Stephan Falser war Sohn von Marie und Karl Ritter von Falser. Er legte nach dem Besuch der Volksschule und des Gymnasiums im Jahr 1874 die Matura ab. Danach studierte er an der Universität Innsbruck Rechtswissenschaften und promovierte 1878.
In den kommenden 22 Jahren, bis zur Jahrhundertwende, war Falser Richter an einigen Zivilgerichten in Tirol und Vorarlberg. Um 1900 ging er nach Wien, wo er 1902 Mitglied des Verwaltungsgerichtshofes (VwGH) wurde. Von 1912 bis 1918 übte er die Funktion eines Senatspräsidenten am VwGH aus. Nachdem Falser von 1917 bis 1920 Mitglied des Reichsgerichtes war, war er von 1922 bis 1930 Richter am Verfassungsgerichtshof.
Im Dezember 1920 wurde Falser Mitglied des Bundesrats. Der zweiten Parlamentskammer Österreichs gehörte er bis Juni 1926 an.

## Privates
1885 heiratete Falser Adelheid Hammer (Schwester des Kunsthistorikers Heinrich Hammer). Das Paar hatte drei Söhne und drei Töchter.